# Huperzia serrata
Huperzia serrata är en lummerväxtart som först beskrevs av Carl Peter Thunberg och Johan Andreas Murray, och fick sitt nu gällande namn av Vittore Benedetto Antonio Trevisan de Saint-Léon. Huperzia serrata ingår i släktet lopplumrar, och familjen lummerväxter. Inga underarter finns listade i Catalogue of Life.